# Christophe Monteil
Pour les articles homonymes, voir Monteil.
Pas d'image ? Cliquez ici

a Compétitions nationales et continentales officielles uniquement.

Dernière mise à jour le 22 février 2013.
Christophe Monteil, né le 31 décembre 1961 à Lyon 6e, est un joueur français de rugby à XV évoluant au poste de troisième ligne aile mais pouvant également jouer au poste de deuxième ligne.

## Biographie
Christophe Monteil commence le rugby à l'ASVEL Rugby avant d’intégrer le FC Grenoble où il reste de 1982 à 1993 et, après un crochet par Vinay, y revient pour la saison 1996-1997.
Avec le club grenoblois, il remporte le Challenge Yves du Manoir en 1987 contre le SU Agen.
En 1992, après une victoire en quart de finale contre l'US Dax 22 à 21 où l’entraîneur Dacquois René Bénésis avait alors eu cette expression pour qualifier le pack de Grenoble : « de véritables Mammouths », il joue en demi-finale en s’inclinant de justesse face à Biarritz 9-13 à Bordeaux.
Pour sa dernière saison en 1993, il perd sa place à la suite de l'avènement de Gregory Kacala sous l'ère « Mammouths de Grenoble ».
Il ne participe ainsi pas aux phases finales conclues par une finale polémique où Grenoble se voit priver d'un titre de champion de France à la suite d'une erreur d'arbitrage.
Il obtient également une sélection en équipe de France B en 1989 contre le pays de Galles et des sélections régionales.
Fin octobre 1989, il fait partie d'une sélection alpine avec 8 joueurs du FC Grenoble dans le XV de départ qui réussit l’exploit de battre l’Australie, future championne du monde à Grenoble avec notamment deux pénalités et un drop du Grenoblois Frédéric Vélo qui suffiront à mettre en échec les joueurs de Nick Farr-Jones et Michael Lynagh 9-7. Il connaîtra aussi une autre sélection régionale contre l'équipe d’Argentine.

## Palmarès
- Championnat de France de première division :
  - Vice-champion (1) : 1993[9]
  - Demi-finaliste (1) : 1992
- Challenge Yves du Manoir :
  - Vainqueur (1) : 1987[10]
  - Finaliste (2) : 1986 et 1990
  - Demi-finaliste (2) : 1988 et 1992
- Coupe de France :
  - Demi-finaliste (2) : 1985 et 1986